# رونه براتست
رونه براتست (انگلیسی: Rune Bratseth؛ زادهٔ ۱۹ مارس ۱۹۶۱) بازیکن سابق فوتبال اهل نروژ است.
وی در تیم ملی فوتبال نروژ ۶۰ بازی انجام داده است و عضو این تیم در جام جهانی فوتبال ۱۹۹۴ بوده است.